# База данных продуктов питания (USDA)
База данных продуктов питания (USDA) (англ. USDA National Nutrient Database) — национальная база данных продуктов питания, созданная Министерством сельского хозяйства США, содержащая данные о составе и энергетической ценности продуктов питания. Содержимое базы на сайте может искаться и загружаться пользователем. Последняя версия на октябрь 2013 — SR26 содержит 8463 продуктов.

## Содержание
База данных содержит несколько разделов: описание пищи, пищевой ценности, вес и размеры, примечания, источники данных. Всего 25 пищевых групп. Замеряются: пищевая ценность, липиды, влажность, углеводы, энергия, минералы, аскорбиновая кислота, тиамин, определённые витамины, протеин, фолиевая кислота, холин, жирные кислоты, холестерин, аминокислоты, вес и размеры и прочее.

## Технические особенности базы
Данные в базе скомпилированы из разных источников — опубликованных и неопубликованных. Первыми являются научные литературные источники. Вторые — взяты напрямую от индустриальных пищевых производителей, прочих правительственных агентств, и исследований по контракту Службы сельскохозяйственных исследований USDA. Контракты проводятся по Национальной программе анализа продовольствия и питательных веществ, в кооперации с Национальным институтом рака и прочими отделами Национального института здоровья, Центрами по контролю и профилактике заболеваний, Управлением по санитарному надзору за качеством пищевых продуктов и медикаментов. Данные от производителей индустрии несут пищевую ценность продукта на дату их отправки в Лабораторию данных пищевой ценности USDA.